# Lijst van beschermd erfgoed in Olne
Onderstaande tabel geeft een overzicht van de beschermde erfgoederen in de gemeente Olne. Het beschermd erfgoed maakt deel uit van het cultureel erfgoed in België.
| Object                                                                                                 | Bouwjaar/architect | Deelgemeente | Adres                             | Coördinaten                   | Nummer?                | Afbeelding                                                                                             |
| --- | ------------------ | ------------ | --------------------------------- | ----------------------------- | ---------------------- | --- |
| Kerk Saint-Sébastien en het ensemble van de kerk, het kerhof rondom en zijn omringende muur            |                    |              |                                   | 50° 35' 26" NB, 5° 44' 58" OL | 63057-CLT-0001-01 Info | Kerk Saint-Sébastien en het ensemble van de kerk, het kerhof rondom en zijn omringende muur            |
| Ensemble van de kerk Saint-Hadelin en zijn omgeving, met de spijkerlinde, pastorie, place du Fief, etc |                    |              | Place du Fief, Saint-Hadelin      | 50° 35' 31" NB, 5° 43' 6" OL  | 63057-CLT-0002-01 Info | Ensemble van de kerk Saint-Hadelin en zijn omgeving, met de spijkerlinde, pastorie, place du Fief, etc |
| Vijver van Hansez                                                                                      |                    |              |                                   | 50° 34' 32" NB, 5° 43' 30" OL | 63057-CLT-0003-01 Info | Vijver van Hansez                                                                                      |
| Ensemble van "Les Fosses"                                                                              |                    |              | rue Froidbermont                  | 50° 35' 13" NB, 5° 45' 17" OL | 63057-CLT-0004-01 Info | Ensemble van "Les Fosses"                                                                              |
| Huis "Maison Ancion": gevels, daken, kamer aan de linkerkant van de ingang                             |                    |              | Place du Fief n°17, Saint-Hadelin | 50° 35' 31" NB, 5° 43' 13" OL | 63057-CLT-0005-01 Info | Huis "Maison Ancion": gevels, daken, kamer aan de linkerkant van de ingang                             |
| Huis: interieur en exterieur                                                                           |                    |              | rue du Village, n°30              | 50° 35' 26" NB, 5° 44' 49" OL | 63057-CLT-0006-01 Info | |
| Raadhuis: muren, daken, twee deuren van de hal, open haard in de bruiloftzaal, trap                    |                    |              | Place Léopold Servais, n° 40      | 50° 35' 27" NB, 5° 44' 53" OL | 63057-CLT-0007-01 Info | Raadhuis: muren, daken, twee deuren van de hal, open haard in de bruiloftzaal, trap                    |
| Huis: gevels en daken                                                                                  |                    |              | rue des Combattants, n°10         | 50° 35' 23" NB, 5° 45' 1" OL  | 63057-CLT-0009-01 Info | |
| Huis: gevels en daken en geplaveide weg                                                                |                    |              | rue du Village, n°74              | 50° 35' 28" NB, 5° 44' 59" OL | 63057-CLT-0010-01 Info | |
| Huis: gevels, daken, trappenhuis en aangrenzende kamers op de begane grond                             |                    |              | rue du Village, n°29              | 50° 35' 25" NB, 5° 44' 50" OL | 63057-CLT-0011-01 Info | |
| Site van Neuville                                                                                      |                    |              |                                   | 50° 35' 59" NB, 5° 43' 16" OL | 63057-CLT-0012-01 Info | |
| Natuurgebied van Massouheid                                                                            |                    |              |                                   | 50° 34' 32" NB, 5° 42' 18" OL | 63057-CLT-0013-02 Info | |
| Natuurgebied van Massouheid: uitbreiding                                                               |                    |              |                                   | 50° 34' 25" NB, 5° 42' 16" OL | 63057-CLT-0014-01 Info | |
| De vallei van Froidbermont en instelling beschermingszone                                              |                    |              |                                   | 50° 35' 15" NB, 5° 45' 17" OL | 63057-CLT-0016-01 Info | |